# كونيت
كونيت (بالإسبانية: Cunit)‏ هي مدينة ساحلية تقعُ على طول كوستا دورادا في مقاطعة تاراغونا بإقليم كاتالونيا في إسبانيا.
| كالافيل              | كاستيلت إ لا غورنال  | كوبيليس              |
| كالافيل              |                      | كوبيليس              |
| البحر الأبيض المتوسط | البحر الأبيض المتوسط | البحر الأبيض المتوسط |

## الطقس
| البيانات المناخية لـمعاينة        | البيانات المناخية لـمعاينة | البيانات المناخية لـمعاينة | البيانات المناخية لـمعاينة | البيانات المناخية لـمعاينة | البيانات المناخية لـمعاينة | البيانات المناخية لـمعاينة | البيانات المناخية لـمعاينة | البيانات المناخية لـمعاينة | البيانات المناخية لـمعاينة | البيانات المناخية لـمعاينة | البيانات المناخية لـمعاينة | البيانات المناخية لـمعاينة | البيانات المناخية لـمعاينة |
| الشهر                             | يناير                      | فبراير                     | مارس                       | أبريل                      | مايو                       | يونيو                      | يوليو                      | أغسطس                      | سبتمبر                     | أكتوبر                     | نوفمبر                     | ديسمبر                     | المعدل السنوي              |
| --------------------------------- | -------------------------- | -------------------------- | -------------------------- | -------------------------- | -------------------------- | -------------------------- | -------------------------- | -------------------------- | -------------------------- | -------------------------- | -------------------------- | -------------------------- | -------------------------- |
| متوسط درجة الحرارة الكبرى °ف (°م) | 62.8 (17.1)                | 67.6 (19.8)                | 72.1 (22.3)                | 73.8 (23.2)                | 81.0 (27.2)                | 82.6 (28.1)                | 89.2 (31.8)                | 90.3 (32.4)                | 84.7 (29.3)                | 79.9 (26.6)                | 73.8 (23.2)                | 67.5 (19.7)                | 77.1 (25.1)                |
| متوسط درجة الحرارة الصغرى °ف (°م) | 35.1 (1.7)                 | 34.9 (1.6)                 | 37.2 (2.9)                 | 43.0 (6.1)                 | 53.2 (11.8)                | 54.0 (12.2)                | 65.5 (18.6)                | 63.3 (17.4)                | 56.5 (13.6)                | 55.6 (13.1)                | 45.7 (7.6)                 | 36.9 (2.7)                 | 48.4 (9.1)                 |
| الهطول إنش (مم)                   | 5.25 (133.4)               | 0.18 (4.6)                 | 0.26 (6.6)                 | 0.25 (6.4)                 | 0.68 (17.2)                | 0.08 (2.0)                 | 0.06 (1.4)                 | 1.22 (31.0)                | 3.87 (98.4)                | 1.48 (37.6)                | 0.24 (6.0)                 | 1.27 (32.2)                | 14.84 (376.8)              |
| المصدر: Darrera البيانات المناخية |                            |                            |                            |                            |                            |                            |                            |                            |                            |                            |                            |                            |                            |